# 韋伯斯特五號縣區 (伊利諾伊州波普縣)
韋伯斯特五號縣區（英語：Precincts (United States)）是位於美國伊利諾伊州波普縣的一個縣區。

## 地方資料
根據2010年美國人口普查的數據，韋伯斯特五號縣區的面積為181.60平方千米，當中陸地面積為179.49平方千米，而水域面積為2.11平方千米。當地共有人口805人，而人口密度為每平方千米4.43人。